# François Alu
Pour les articles homonymes, voir Alu.
Scènes principales
Opéra de Paris
François Alu, né le 3 décembre 1993 à Saint-Doulchard (Cher), est un danseur français. Après douze années au sein de l’Opéra de Paris, il est nommé danseur étoile le 23 avril 2022. Quelques mois après sa nomination, il annonce son départ pour poursuivre une carrière artistique personnelle.

## Biographie

### Débuts
Originaire  de Fussy dans le Cher, près de Bourges, François Alu entre à six ans dans la classe de danse de sa mère, professeure de danse classique.
À l’âge de neuf ans et demi, il découvre réellement sa vocation en regardant une interprétation de Don Quichotte par Patrick Dupond à la télévision. « Ça sautait partout, ça tournait, ça ressemblait à de la gym. Je ne voyais pas ça comme de la danse classique et ça m’a plu. » raconte-t-il.
En 2004, à l’âge de dix ans, François Alu entre à l’école de danse de l’Opéra national de Paris et intègre le corps de ballet en 2010, à 17 ans.

### Concours interne de promotion
En trois ans, François Alu poursuit l’ascension le plus vite possible dans le corps de ballet. Il est promu coryphée à l’issue de son premier concours de promotion le 10 novembre 2011 et sujet le 9 novembre 2012.
François Alu est promu premier danseur le 6 novembre 2013 à son troisième et ainsi dernier concours de promotion.
À cette épreuve, il choisit comme variation libre le Fantôme, dans Le Fantôme de l’opéra de Roland Petit.

### Premier danseur
François Alu est distribué dans son premier grand rôle à l’Opéra Bastille en décembre 2012. Il interprète Basilio dans  Don Quichotte de Rudolf Noureev aux côtés d’Alice Renavand dans le rôle de Kitri,.
Au cours de la saison 2014-2015, il interprète, au Palais Garnier, le rôle de Djémil dans La Source de Jean-Guillaume Bart aux côtés de Muriel Zusperreguy,.
François Alu danse le rôle de Siegfried dans Le Lac des cygnes de Rudolf Noureev en avril 2015 et celui de Rothbart en décembre 2016 et février 2019.

### Groupe3eétage
Depuis 2011, François Alu participe  aux spectacles du groupe 3e étage, aux côtés de Ludmila Pagliero, Paul Marque, Josua Hoffalt, Léonore Baulac, Lydie Vareilhes, Takeru Coste, et Hugo Vigliotti. Ce groupe est fondé et dirigé par le chorégraphe franco-américain Samuel Murez.
En 2017, il est la tête d’affiche du spectacle Hors Cadre avec le groupe 3e étage, réunissant des chorégraphies de Ben Van Cauwenbergh, Raul Zeummes et Samuel Murez.

### Hip-hop et chant
À l’occasion, François Alu pratique aussi le hip-hop, notamment avec son cousin Nicolas Sannier, danseur de hip-hop et de danse contemporaine.
Par ailleurs, lors d’une interview sur France Inter le 30 mai 2019, il confie prendre des cours de chant avec Alain Larroue, étoffant ainsi la palette de ses talents.

### Télévision, radio et seul en scène
À la rentrée 2021, il rejoint le jury de la nouvelle saison de l’émission de TF1 Danse avec les stars,,,.
En parallèle, il co-écrit et interprète son premier spectacle seul en scène, Complètement Jetés, où il mêle danse, sketches humoristiques et théâtre, dans lequel il revient à sa découverte de la danse et exprime ses contradictions intérieures.
Le mardi 17 décembre 2024, François Alu participe pour la première fois à l'émission Les Grosses Têtes sur RTL.

### Danseur Étoile du Ballet de l’Opéra de Paris
François Alu est nommé danseur Étoile du Ballet de l’Opéra de Paris le 23 avril 2022, à 28 ans, à l’issue de la représentation de La Bayadère de Rudolf Noureev, dont il dansait le rôle de Solor ,. Le 23 novembre 2022, il annonce son départ de l'Opéra de Paris pour se consacrer à ses propres projets.

### Vie privée
Il a été en couple avec la danseuse Étoile Léonore Baulac.[Quand ?]
Il est père d'une petite fille avec la danseuse Denitsa Ikonomova avec qui il est en couple depuis août 2024.

## Répertoire
- Alain et Colas dans La Fille mal gardée de Frederick Ashton
- Lescaut dans L'Histoire de Manon de Kenneth MacMillan
- L'idole dorée et Solor dans La Bayadère de Marius Petipa/Rudolf Noureev
- Basilio dans Don Quichotte de Petipa/Noureev
- Pas de deux de l'Oiseau bleu dans La Belle au bois dormant de Rudolf Noureev
- Le chef des brigands dans Carmen de Roland Petit
- Bryaxis dans Daphnis et Chloé de Benjamin Millepied
- Frollo dans Notre-Dame de Paris de Roland Petit
- Siegfried et Rothbart dans Le Lac des cygnes de Rudolf Noureev
- Djémil dans  La Source de Jean-Guillaume Bart
- Hilarion dans Giselle de Jean Coralli et Jules Perrot
- Inigo dans Paquita de Pierre Lacotte
- Mercutio dans Roméo et Juliette de Rudolf Noureev

## Distinctions
- 2010 : Prix de l’AROP de Jeune Espoir du Ballet
- 2012 : Prix de l’AROP
- 2012 : Prix Carpeaux
- 2012 : Prix Danza & Danza (Italie)
- 2014 : Élu l’homme le plus sexy de l’année par le magazine Têtu dans l’édition de novembre.
- 2020 :  Chevalier de l'ordre national du Mérite. Nommé sur le contingent du ministère de la culture[25].
- Prix du syndicat de la critique 2022 : Prix de la personnalité chorégraphique de l'année

## Publication
- Le Prix de l'étoile (autobiographie), Paris, Laffont, 2024, 240 p. (ISBN 978-2221276884)

## Documentaires
- Monsieur Alu - Études, Mazurka[26], variation, chorégraphie de Harald Lander, 2012 (1 min 37).
- François Alu - Le Fantôme de l’Opéra, variation, chorégraphie de Roland Petit, 2013 (3 min 08).
- La danse à tout prix, reportage télévisé de Carlos Simoes sur France 2, 26 décembre 2012 (129 min).